# Bélmegyer
Bélmegyer község a Dél-Alföldi régióban, Békés vármegyében, a Békési járásban. A település határában lévő Gereblyés-pusztán juhászkodott 1920–24 között Sinka István költő.

## Fekvése
Békés vármegye középső részén, Békéscsabától légvonalban 20, közúton körülbelül 25 kilométerre található. A szomszédos települések: északkelet felől Vésztő, dél-délkelet felől Tarhos, dél-délnyugat felől Békés, nyugaton Mezőberény, északnyugaton pedig Körösladány.
Természetföldrajzi szempontból a Körös menti sík északi peremén, a Kis-Sárrét déli szomszédságában terül el.

### Megközelítése
A településen kelet-nyugati irányban végighúzódik a 4237-es út, ezen közelíthető meg Mezőberény, illetve a 47-es főút és Vésztő felől is. Békéssel egy számozatlan, alsóbbrendű önkormányzati út köti össze. Közigazgatási területén észak-déli irányban áthalad a Szeghalom-Gyula közti 4234-es út is, de a lakott területeit nemigen érinti.
A közúti tömegközlekedést a Volánbusz autóbuszai biztosítják.
Vasútvonal nem vezet át a településen. A legközelebbi vasútállomás a körülbelül 12 kilométerre lévő Vésztő vasútállomás, amit a MÁV 127-es számú Körösnagyharsány–Vésztő–Gyoma-vasútvonala, illetve a 128-as számú Békéscsaba–Kötegyán–Vésztő–Püspökladány-vasútvonala is érint.

## Közélete

### Polgármesterei
| Polgármester | Polgármester        | Polgármester |  |
| ------------ | ------------------- | ------------ |  |
| 1990–1994    | Varju Ferenc        | független    |  |
| 1994–1998    | Dán Márton          | független    |  |
| 1998–2002    | Dán Márton          | független    |  |
| 2002–2006    | Dán Márton          | független    |  |
| 2006–2010    | Dán Márton          | független    |  |
| 2010–2014    | Dán Márton          | független    |  |
| 2014–2019    | Kovács János László | független    |  |
| 2019–2024    | Perecz Sándor       | Fidesz-KDNP  |  |
| 2024–        | Perecz Sándor       | Fidesz-KDNP  |  |

## Története
E táj igen régi idő óta lakott hely, mely a Megyer törzsbeliek települése volt.
Bélmegyer nevét írásos emlékek 1346-ban említették Meger néven, ekkor tűnt fel először Megyeri nemes nevében, akit Nadányon (Körösladány) megsebesítettek.
A mai Bélmegyer 1946-ban alakult település.

### Nevének eredete
A település „Bél” előtagja a belső, belül lévő jelzőre utal, míg a „megyer” utótag a más törzsbeliek közé települt Megyer törzsbeliek szállásterületére utal.

## Népesség
- 1983: 1583 fő
- 1990: 1354 fő
- 2001: 1163 fő
- 2010: 1035 fő[12]

A település népességének változása:
| Lakosok száma | 1011 | 1000 | 901  | 866  | 805  | 805  | 786  |
|               | 2013 | 2014 | 2019 | 2021 | 2022 | 2023 | 2024 |

2001-ben a település lakosságának közel 100%-a magyar nemzetiségűnek vallotta magát.
A 2011-es népszámlálás során a lakosok 85%-a magyarnak, 0,6% cigánynak, 0,3% románnak mondta magát (14,9% nem nyilatkozott; a kettős identitások miatt a végösszeg nagyobb lehet 100%-nál).
2022-ben a lakosság 92,7%-a vallotta magát magyarnak, 0,5% cigánynak, 0,1% románnak, 1,1% egyéb, nem hazai nemzetiségűnek (7,2% nem nyilatkozott; a kettős identitások miatt a végösszeg nagyobb lehet 100%-nál).

## Vallás
A 2001-es népszámlálási adatok alapján a lakosság kb. 15%-a római katolikus, kb. 31,5%-a református, kb. 1%-a evangélikus, kb. 0,5%-a görögkatolikus vallású, míg kb. 0,5%-a más egyházhoz vagy felekezethez tartozik. Nem tartozik egyetlen egyházhoz sem, vagy nem válaszolt kb. 51,5%.
2011-ben a vallási megoszlás a következő volt: római katolikus 9,4%, református 25,7%, evangélikus 0,8%, felekezeten kívüli 39,9% (23,2% nem nyilatkozott).
2022-ben vallásuk szerint 20,4% volt református, 4,7% volt római katolikus, 0,9% evangélikus, 0,4% görög katolikus, 1,1% egyéb keresztény, 1,6% egyéb katolikus, 39,6% felekezeten kívüli (31,2% nem válaszolt).

### Római katolikus egyház
A Szeged-csanádi Egyházmegye (püspökség) Békési Főesperességének Gyulai Esperesi Kerületében lévő Békési plébániához tartozik, mint filia. 1949-ben szervezték lelkészséggé. Római katolikus templomának titulusa: Szentolvasó Királynője.

### Református egyház
A Tiszántúli Református Egyházkerület (püspökség) Békési Református Egyházmegyéjébe (esperesség) tartozik.

### Evangélikus egyház
A Déli Evangélikus Egyházkerület (püspökség) Kelet-Békési Egyházmegyéjében (esperesség) lévő Mezőberény II. Kerületi Evangélikus Egyházközséghez tartozik, mint szórvány.

### Baptista egyház
A Békési Baptista Gyülekezet imaházat tart fenn a településen.

## Természeti értékek
- A település határában 641,7 ha természetvédelmi terület (amely a Körös–Maros Nemzeti Parkhoz tartozik) található, melyből 141 ha fokozottan védett. Természeti értékei, növény- és állatvilága hazánkban már ritkaságszámba menő. Védett növényei közé tartozik a fátyolos nőszirom, a réti őszirózsa és a sziki kocsord. Életciklusával a tápnövényéhez, a sziki kocsordhoz kötődik a terület szintén védett lepkefaja, a nagy szikibagoly. A csapadékosabb időkben a legelőkön megjelennek a bíbicek, az erdőben pedig egerészölyv, barna kánya és holló is fészkel. A közeli Fehérháti halastavakra pedig a szürke gémek járnak táplálkozni.[16]
- Védettséget élvez a bélmegyeri bekötő út mellett található 250-300 éves fehér fűzfa, melyet „Öreg hölgy”-ként is emlegetnek.

## Nevezetességei
- Wenckheim-vadászkastély: Bélmegyer településtől 5,5 km-re található. Megközelítése szilárd útburkolaton lehetséges (néhol kátyúkkal). A fáspusztai vadászkastélyt gróf Wenckheim Béla magyar miniszterelnök építtette, Ybl Miklós tervei alapján, romantikus stílusban, égetett téglából. A kastélyépület és járulékos létesítményei régen a Wenckheim uradalomhoz tartoztak, mint nyári lak. A II. világháború befejeződése előtt a kastély tulajdonosa gróf Wenckheim Fülöp volt. A kastély "A" épületének nevezett része korábbi építésű, a "B" épület valószínűleg jóval később épült. Az "A" épület 1945-ig a gróf családjának lakhelye, a "B" épületben a konyha helyezkedett el. A kastély főépülete szabálytalan alakzatú, részben emeletes épület, 2242 m² alapterülettel, mely összesen 147? helyiségből áll! Az épület déli oldalán lett kialakítva a főhomlokzat, melynek jobb oldali részén található a sokszög alaprajzú háromszintes saroktorony. A földszinten gyönyörű kazettás, famennyezetes ebédlő található. Az előtérből az emeletre vezető fa lépcső ma is az épület dísze. A kastélyban 1998. április 15-ig nevelőotthon működött. Az épület a megyei önkormányzat tulajdonában volt, és 2007-től magántulajdonban van. Idegenforgalom számára zárt, csak külső megtekintése lehetséges.[17]
- Kárász-vadászkastély: Az 1850-es években épült, romantikus-eklektikus stílusban. Nem keverendő össze a Fáspusztán található Wenckheim-kastéllyal. Földszintes, ízléses tömegelosztású épület, emeletes kilátó toronnyal. Az akkori Csongrád vármegyei illetőségű, azon belül is horgosi Kárász család építtette, hogy a vadászat idején megszállhasson itt. Bélmegyer ugyanis nem volt a Kárász család otthona, csupán vadászni jártak ide. Azóta Horgos már déli szomszédunkhoz tartozik. Az épület jelenleg műemléki védettség alatt áll, de látogatható. A lap alján található linkek segítségével bővebb információhoz lehet jutni.
- Fási Vadászház (Fáspuszta)
- Fási erdőspuszta (Fáspuszta)
- Vadasi vadászház
- Petőfi Emlékmű (Mezőberényi közúti híd)
- Református templom: 1950-ben épült.
- Református harangláb: 1925-ben készült.
- Római katolikus (Szentolvasó királynője-) templom (belterület): 1996-ban épült. Tornya a homlokzat előtt áll.